# Elisabeth Feuge
Elisabeth Feuge (Dessau, 15 d'agost de 1902 - Múnic, 4 de juliol de 1942) fou una soprano alemanya.
Filla d'una parella de cantants. Tant el seu pare, Oscar Feuge, tenor, com la seva mare, Emmy Feuge-Gleiss, soprano de coloratura, van cantar durant dècades i a l'Òpera de Dessau.
Elisabeth Feuge va ser formada per la seva mare i va iniciar la seva carrera el 1921 a Dessau. Dos anys després, el 1923, es va unir a l'Òpera Estatal de Múnic, on va romandre com a membre fins al 1942, quan es va suïcidar. Es va perfeccionar a Múnic sota la guia de Hans Bußmeye i va actuar en diversos escenaris destacats, com l'Òpera Estatal de Dresden i Stuttgart, així com l'Òpera Estatal de Viena, on el 1929 va interpretar Pamina a Die Zauberflöte. També va cantar al Théâtre de la Monnaie de Brussel·les el 1935 i al Stadttheater de Graz el 1938. Va participar en el Festival de Salzburg de 1934, donant vida a Donna Anna a Don Giovanni. El 1932, va fer gires com a cantant convidada a Amsterdam i La Haia.
El 1924, Elisabeth Feuge va participar a Múnic en l'estrena de l'òpera Don Gil von den grünen Hosen de Walter Braunfels, seguida el 1927 per Das Himmelskleid de Wolf-Ferrari i el 1931 per Die geliebte Stimme de Jaromír Weinberger. També va formar part de l'estrena de l'òpera Lucedia de Vittorio Giannini. El seu repertori incloïa papers destacats com Agathe a Der Freischütz, Elsa a Lohengrin, Eva a Die Meistersinger von Nürnberg, Irene a Rienzi, Gutrune a Götterdämmerung, Minneleide a Rose vom Liebesgarten i Silla a Palestrina de Hans Pfitzner. També va brillar en rols straussians com Diemuth a Feuersnot, Octavian a Der Rosenkavalier i Frau Storch a Intermezzo, així com en personatges mozartians com Ilia a Idomeneo.
A més de la seva activitat operística, va ser una reconeguda solista en concerts i oratoris. Més endavant, va assumir responsabilitats a l'Òpera de Múnic com a directora adjunta del teatre. La seva veu de soprano es distingia per una gran projecció i una notable sofisticació estilística, especialment en el repertori de Wagner i Strauss.
La Temporada 1931-1932 va cantar al Gran Teatre del Liceu de Barcelona.